# 울프워커스
《울프워커스》(영어: Wolfwalkers, 프랑스어: Le Peuple loup)는 2020년 개봉한 판타지 모험 애니메이션 영화이다.

## 줄거리
미신과 마법의 시대에, 어린 수습생 사냥꾼 로빈 굿펠로는 마지막 늑대 무리를 없애기 위해 아버지와 함께 아일랜드로 여정을 떠난다. 도시 성벽 밖에서 금지된 땅을 탐험하는 동안, 로빈은 밤에 늑대로 변신할 수 있다고 소문난 신비한 부족의 일원인 자유분방한 소녀 메브와 친구가 된다. 그들이 메브의 실종된 어머니를 찾는 동안, 로빈은 자신을 울프워커들의 마법의 세계로 끌어들이는 비밀을 발견하게 되고, 자신의 아버지가 사냥해야 하는 바로 그 울프워커로 변하게 되는 위험에 처하게 된다.

## 출연
- 사이먼 맥버니 - 호국경 역